# De Graff (Minnesota)
Pour les articles homonymes, voir De Graff.

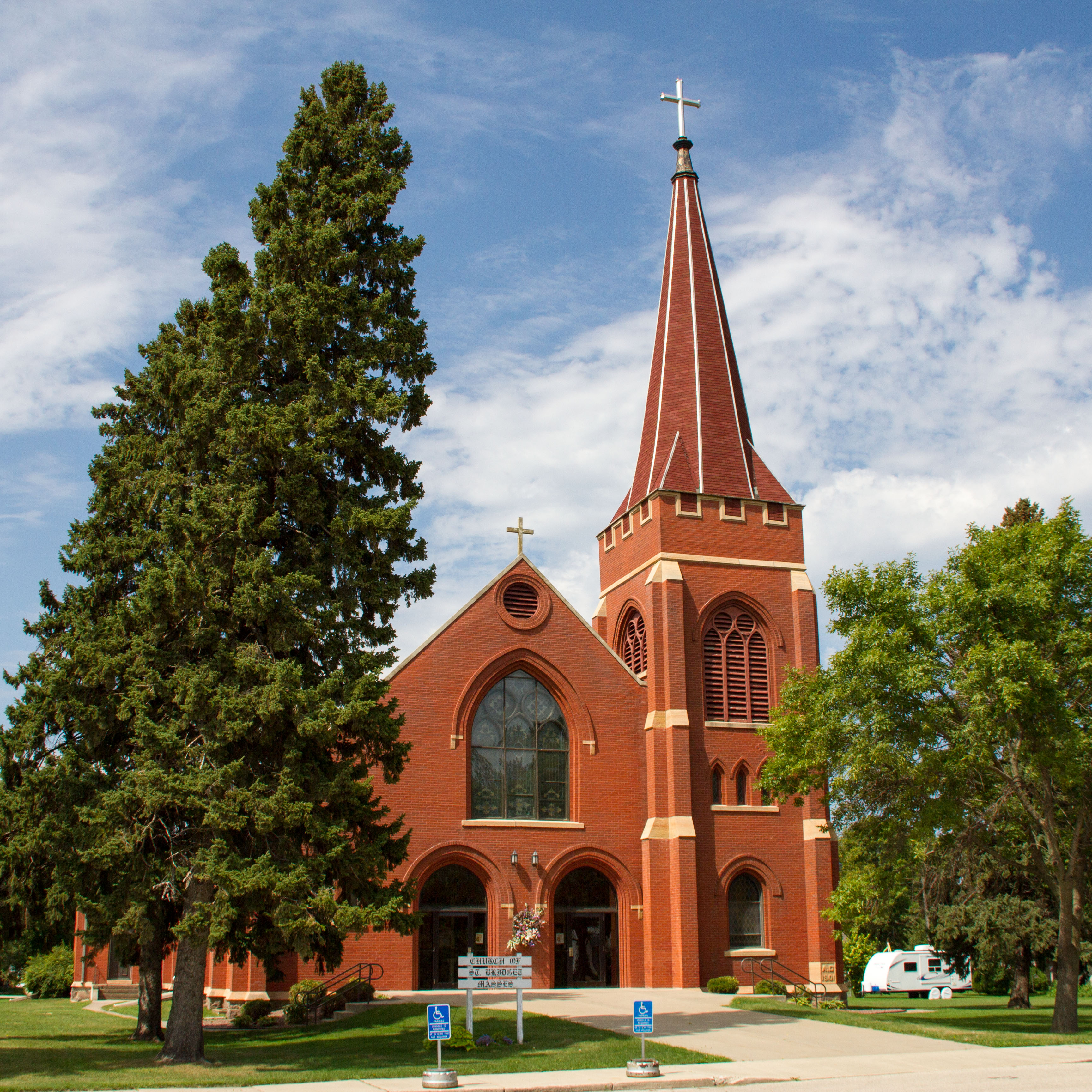
Église Sainte-Brigitte de De Graff.

De Graff est une petite commune du Comté de Swift (Minnesota), au nord des États-Unis. Sa population était de 115 habitants au recensement de 2010.

## Histoire
Le village de De Graff est fondé en 1875, baptisé du nom d'Andrew De Graff, cheminot qui atteignit la contrée par le chemin de fer en construction. Un bureau de poste est ouvert à ce qui allait devenir De Graff en 1873, et il est resté en activité jusqu'en 1996. De Graff a reçu son statut communal (city) en 1881. Principalement peuplée d'immigrés irlandais catholiques, la paroisse, placée sous le vocable de sainte Brigitte, est fondée en 1876. L'église actuelle construite en 1901 a été inscrite au registre national des lieux historiques, en 1985.

## Géographie
D'après le United States Census Bureau, la cité a une surface totale de 2,10km2, formée de campagne.
La U.S. Route 12 sert de voie principale à la commune.

## Démographie

### Recensement de 2010
Au recensement de 2010, il y avait 115 habitants, 53 foyers, et 34 familles y résidant. La densité de population est de 142 habitants au mile carré (54,8 km2). On dénombre alors 67 logements pour une densité moyenne de 82.7 (31,9 km2). La répartition raciale est de 94.8% blancs, 4.3% noirs, et 0.9% métis.
Il y a alors 53 foyers dont 26.4% avaient des enfants de moins de 18 ans habitant avec eux, 54.7% étaient des ménages mariés demeurant sous le même toit. 5.7% avaient une mère au foyer sans mari présent, 3.8% un père au foyer sans femme présente, et 35.8% n'étaient pas des familles. 34% des foyers étaient constitués d'une personne seule et 17% d'une personne seule de 65 ans ou plus. La taille moyenne d'un foyer était de 2,17 et d'une famille de 2,71 personnes.
L'âge médian était de 45,3 ans. 15.7% ayant moins de 18 ans; 10.4% entre 18 et 24 ans; 23.4% de 25 à  44 ans; 40.1% de 45 à 64 ans; et 10.4% de 65 ans ou plus. Il y a alors 53.9% d'hommes et 46.1% de femmes.